# جزیره (مجموعه نمایش خانگی)
جزیره یک مجموعهٔ تلویزیونی ایرانی در ژانر عاشقانه به کارگردانی سیروس مقدم و نویسندگی علی طالب‌آبادی است. پخش این مجموعهٔ از ۲ آبان ۱۴۰۰ از طریق سرویس استریمینگ فیلیمو آغاز شده‌است. امیر مقاره، هنگامه قاضیانی، میترا حجار، غزل شاکری، محمدرضا فروتن، کاظم سیاحی، حمیدرضا پگاه از بازیگران این مجموعه هستند.
ساخت این مجموعه نخستین‌بار در دی ۱۳۹۹ اعلام شد. تصویربرداری اصلی در اردیبهشت ۱۴۰۰ در جزیرهٔ کیش آغاز شد، و تا تیر همان سال در کیش ادامه داشت.

## خلاصهٔ داستان
صحرا خبرنگار جسوری که در عشق شکست خورده و تحقیر شده، به دنبال برابری با ارشد شاهنگ، معشوق خود که از خانواده اصیل و ثروتمندی بوده تصمیمات ماجراجویانه‌ای گرفته و وارد روابط تجاری خطرناک و پیچیده‌ای می‌شود که زندگی او و خانواده شاهنگ را دست‌خوش تغییرات اساسی می‌کند.
همچنین صحرا دختری است که به لحاظ سطح اجتماعی در دسته متوسط رو به پایین قرار می گیرد. به همین دلیل یکی از دغدغه های او همواره تبعیض میان قشر فقر و ثروت و فاصله های طبقاتی بوده است. صحرا با وجودی که روحیه ای شکننده و حساس دارد، اما سعی دارد تصویری جسور و شجاع از خود نشان دهد.

## بازیگران
- محمدرضا فروتن[۵]
- امیر مقاره
- شادی مختاری
- هنگامه قاضیانی
- میترا حجار
- حسام منظور
- غزل شاکری
- حمیدرضا پگاه
- سامیه لک
- بهنام تشکر
- کاظم سیاحی
- مینا وحید
- امیر کاظمی
- السا فیروزآذر
- زهیر یاری
- شهروز دل‌افکار
- پاوان افسر
- شکوفه هاشمیان
- شراره رنجبر
- مژده دایی
- مبیناسادات طبایی
- قاسم یوردخانی
- اکبر زنجانپور
- بیتا فرهی
- عزت‌الله رمضانی‌فر
- امید روحانی
- پوراندخت مهیمن
- شیرین بینا
- رضا رویگری

## تیتراژ پایانی
| خواننده   | نام آهنگ | تنظیم کننده       | شعر        | ملودی      |
| --------- | -------- | ----------------- | ---------- | ---------- |
| ماکان بند | حیف      | امیر میلاد نیکزاد | امیر مقاره | امیر مقاره |